# Бейройл (Вайоминг)
Бейройл (англ. Bairoil) — город, расположенный в округе Суитуотер (штат Вайоминг, США) с населением в 97 человек по статистическим данным переписи 2000 года.

## История
Бейройл был основан приблизительно в 1916 году бывшим овцеводом Чарльзом Бэром. В данной местности в результате поверхностного бурения Бэр нашёл нефть, затем основал собственную нефтедобывающую компанию «Bair Oil Company», по имени которой и был назван появившийся впоследствии посёлок. В 1924 году в населённом пункте появилось отделение почтовой связи, а статус города Бейройл получил только в 1980 году.
В 1989 году Кевином Кристоферсоном был установлен мировой рекорд по дальности перелёта на дельтаплане, составивший 462 километра пути от Бейройла до штата Северная Дакота.

## География
По данным Бюро переписи населения США, город Бейройл имеет общую площадь в 2,33 квадратных километров, водных ресурсов в черте населённого пункта не имеется.
Город Бейройл расположен на высоте 2096 метров над уровнем моря.

## Демография
По данным переписи населения 2000 года, в Бейройле проживало 97 человек, 30 семей, насчитывалось 42 домашних хозяйств и 78 жилых домов. Средняя плотность населения составляла около 42,1 человек на один квадратный километр. Расовый состав населения в городе по данным переписи был исключительно белым. Испаноговорящие составили 4,12 % от всех жителей города.
Из 42 домашних хозяйств в 23,8 % — воспитывали детей в возрасте до 18 лет, 64,3 % представляли собой совместно проживающие супружеские пары, в 7,1 % семей женщины проживали без мужей, 26,2 % не имели семей. 26,2 % от общего числа семей на момент переписи жили самостоятельно, при этом среди жителей в возрасте 65 лет отсутствовали одиночки. Средний размер домашнего хозяйства составил 2,31 человек, а средний размер семьи — 2,74 человек.
Население города по возрастному диапазону по данным переписи 2000 года распределилось следующим образом: 19,6 % — жители младше 18 лет, 8,2 % — между 18 и 24 годами, 30,9 % — от 25 до 44 лет, 33,0 % — от 45 до 64 лет и 8,2 % — в возрасте 65 лет и старше. Средний возраст жителей составил 41 год. На каждые 100 женщин в Бейройле приходилось 86,5 мужчин, при этом на каждые сто женщин 18 лет и старше приходилось 100,0 мужчин также старше 18 лет.
Средний доход на одно домашнее хозяйство в городе составил 37 917 долларов США, а средний доход на одну семью — 31 875 долларов. При этом мужчины имели средний доход в 38 125 долларов США в год против 26 667 долларов среднегодового дохода у женщин. Доход на душу населения в городе составил 20 030 долларов в год. Все семьи Бейройла имели доход, превышающий уровень бедности, 4,6 % от всей численности населения находилось на момент переписи населения за чертой бедности, при этом 11,1 % из них были моложе 18 лет.